# Peter MacNeill

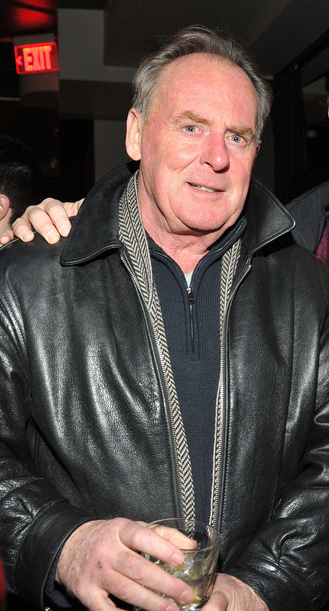
Peter MacNeill in Toronto (2011)

Peter MacNeill (* um 1955 in New Brunswick) ist ein kanadischer Schauspieler.

## Karriere
Zu MacNeills Filmen zählen unter anderem The Hanging Garden, Geraldine’s Fortune, Giant Mine, Lives of Girls and Women, Dog Park, Something Beneath oder A History of Violence. Im Fernsehen hatte er unter anderem Rollen in den Fernsehserien Queer as Folk, Katts und Dog, Traders, Freunde im All, The Eleventh Hour oder PSI Factor.

## Filmografie (Auswahl)
- 1976: Feuerstoß (Una Magnum special per Tony Saitta)
- 1985: Freunde im All (Star Wars: Droids, Fernsehserie, 8 Episoden)
- 1985–1986: The Edison Twins (Fernsehserie, 27 Episoden)
- 1987–1989: Captain Power (Captain Power and the Soldiers of the Future, Fernsehserie, 22 Episoden)
- 1988–1990: Katts und Dog (Fernsehserie, 44 Episoden)
- 1994: Mütter und Töchter (Lives of Girls and Women, Fernsehserie)
- 1996: Traders (Fernsehserie, 8 Episoden)
- 1996: Giant Mine (Fernsehfilm)
- 1996–1999: PSI Factor – Es geschieht jeden Tag (PSI Factor – Chronicles of the Paranormal, Fernsehserie, 26 Episoden)
- 1997: The Hanging Garden
- 1998: Dog Park
- 1999: Resurrection – Die Auferstehung (Captain Whippley)
- 2002–2004: The Eleventh Hour (Fernsehserie, 4 Episoden)
- 2002–2005: Queer as Folk (Fernsehserie, 24 Episoden)
- 2004: Geraldine’s Fortune
- 2005: Kojak (Fernsehserie, Episode 1x01)
- 2005: A History of Violence
- 2007: Something Beneath
- 2008: The Good Witch (Fernsehfilm)
- 2009–2010: Being Erica – Alles auf Anfang (Being Erica, Fernsehserie, 2 Episoden)
- 2009: Der Seewolf (Sea Wolf)
- 2009: The Good Witch’s Garden (Fernsehfilm)
- 2010: Cassie – Eine verhexte Hochzeit (The Good Witch’s Gift, Fernsehfilm)
- 2010: Rookie Blue (Fernsehserie, 4 Episoden)
- 2010: Republic of Doyle – Einsatz für zwei (Republic of Doyle, Fernsehserie, 1 Episode)
- 2010–2013: Call Me Fitz (Fernsehserie, 44 Episoden)
- 2010–2012, 2015: Rookie Blue (Fernsehserie, 6 Episoden)
- 2011: Die 12 Weihnachts-Dates (12 Dates of Christmas, Fernsehfilm)
- 2011: Cassie – Eine verhexte Familie (The Good Witch’s Family, Fernsehfilm)
- 2011: Die Kennedys (The Kennedys, Fernsehserie, Episode 1x05)
- 2011, 2015: Haven (Fernsehserie, 2 Episoden)
- 2012: Cassie – Ein verhextes Video (The Good Witch’s Charm, Fernsehfilm)
- 2013: Cassie – Ein verhexter Geburtstag (The Good Witch’s Destiny, Fernsehfilm)
- 2014: The Good Witch’s Wonder (Fernsehfilm)
- 2015: Regression
- 2015: Rogue (Fernsehserie, 5 Episoden)
- 2015–2016: This Life (Fernsehserie, 18 Episoden)
- 2015–2021: Good Witch (Fernsehserie, 47 Episoden)
- 2018: Private Eyes (Fernsehserie, 1 Episode)
- 2019: Murdoch Mysteries (Fernsehserie, 1 Episode)
- 2019: Titans (Fernsehserie, 1 Episode)
- 2020: The Kid Detective